# Eucalyptus piperita
Eucalyptus piperita ist eine Pflanzenart innerhalb der Familie der Myrtengewächse (Myrtaceae). Sie kommt am mittleren Küstenabschnitt und im östlichen Tafelland von New South Wales vor und wird dort „Peppermint Stringybark“, „Sydney Peppermint“ oder „Urn fruited Peppermint“ genannt.

## Beschreibung

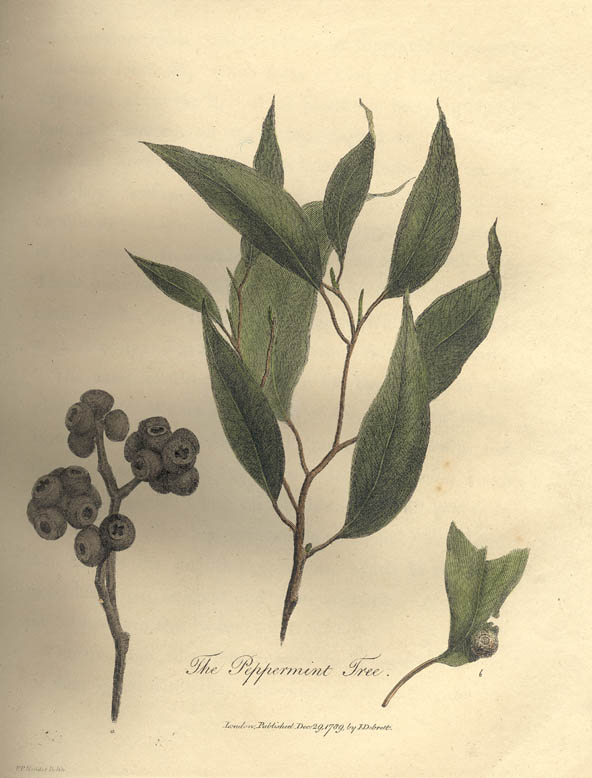
Illustration, Tafel 23, eines Zweiges mit Laubblättern und eines Fruchtstandes mit Früchten aus John White: Journal of a Voyage to New South Wales, die die Erstveröffentlichung durch James Edward Smith ermöglichte.

### Erscheinungsbild und Blatt
Eucalyptus piperita wächst als Baum, der Wuchshöhen von bis zu 20 oder 30 Meter erreicht. Die Borke verbleibt am gesamten Stamm und den größeren Ästen, ist grau bis grau-braun und kurzfasrig. An den oberen Teilen des Baumes ist sie weiß oder grau und schält sich in langen Bändern. Die Rinde der kleinen Zweige ist grün. Weder im Mark der jungen Zweige noch in der Borke gibt es Öldrüsen. Der Stammdurchmesser erreicht über 1,5 Meter.
Bei Eucalyptus piperita liegt Heterophyllie vor. Die Laubblätter sind stets in Blattstiel und -spreite gegliedert. An jungen Exemplaren ist die Blattspreite eiförmig und matt grau-grün. An mittelalten Exemplaren ist die Blattspreite bei einer Länge von etwa 16 cm und einer Breite von etwa 7,5 cm ebenfalls eiförmig, sichelförmig gebogen, ganzrandig und matt grau-grün. Der Blattstiel an erwachsenen Exemplaren ist 10 bis 20 mm lang und schmal abgeflacht oder kantig. Die auf Ober- und Unterseite gleichfarbig matt grüne oder grau-grüne Blattspreite an erwachsenen Exemplaren ist bei einer Länge von 10 bis 14 cm und einer Breite von 1 bis 3 cm lanzettlich oder breit-lanzettlich und sichelförmig gebogen. Sie kann relativ dünn oder relativ dick sein, sich zur Spreitenbasis hin verjüngen oder eine stumpfe Spreitenbasis sowie ein stumpfes oder spitzes oberes Ende besitzen. Die erhabenen Seitennerven gehen in großen Abständen in einem sehr spitzen Winkel vom Mittelnerv ab. Die Keimblätter (Kotyledone) sind nierenförmig.

### Blütenstand und Blüte
Seitenständig an einem bei einer Länge von bis 18 mm und einem Durchmesser von bis zu 3 mm kantigen Blütenstandsschaft stehen bis zu 15 Blüten in Dolden. Die Blütenstiele sind bis 6 mm lang und stielrund. Die Blütenknospen sind bei einer Länge von 4 bis 8 mm und einem Durchmesser von 2 bis 3 mm keulen- oder spindelförmig und nicht blaugrün „bemehlt“ oder „bereift“. Die Kelchblätter bilden eine Kalyptra, die bis zur Blüte (Anthese) vorhanden bleibt. Die glatte Kalyptra ist gespitzt konisch oder schnabelförmig, zwei- bis dreimal so lang wie der glatte Blütenbecher (Hypanthium) und ebenso breit wie dieser. Die Blüten sind weiß oder cremeweiß.

### Frucht

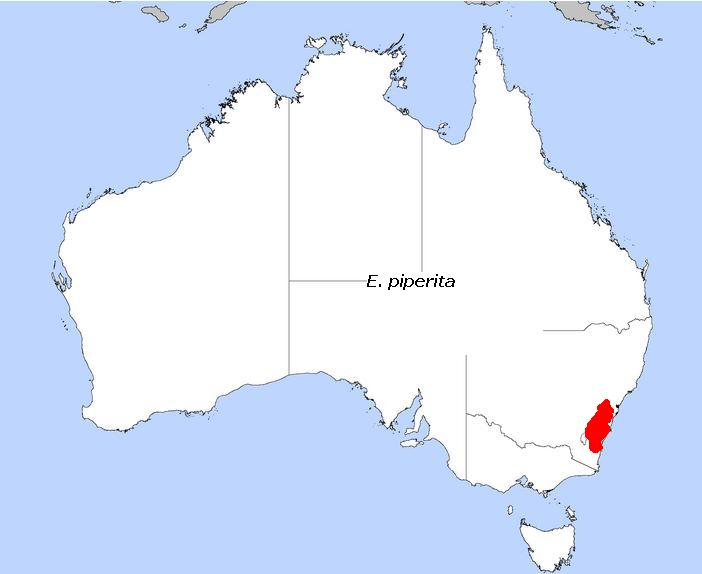
Verbreitungsgebiet

Die gestielte Kapselfrucht ist bei einer Länge von 6 bis 9 mm und einem Durchmesser von 6 bis 7 mm kugelig, ei- oder urnenförmig und drei- bis vierfächrig. Der Diskus und die Fruchtfächer sind eingedrückt.

## Vorkommen
Das natürliche Verbreitungsgebiet von Eucalyptus piperita ist der mittlere Küstenabschnitt und das östlich Tafelland von New South Wales von Nabiac bis zum Tuross River.
Eucalyptus piperita wächst örtlich häufig in trockenem Hartlaubwald oder lichtem Wald auf mäßig fruchtbaren, häufig sandigen Böden in Flusstälern.

## Systematik
Die Erstveröffentlichung von Eucalyptus piperita erfolgte 1790 durch James Edward Smith im Journal of a Voyage to New South Wales, S. 226. Synonyme für Eucalyptus piperita Sm. sind Eucalyptus bottii Blakely., Eucalyptus urceolaris Maiden & Blakely, Eucalyptus aromatica (Salisb.) Domin, Metrosideros aromatica Salisb., Eucalyptus piperita Sm. var. piperita, Eucalyptus piperita Sm. subsp. piperita, Eucalyptus piperita var. laxiflora Benth. und Eucalyptus piperita subsp. urceolaris (Maiden & Blakely) L.A.S.Johnson & Blaxell.
Es werden natürliche Hybriden von Eucalyptus piperita mit Eucalyptus racemosa subsp. rossii, Eucalyptus moorei, Eucalyptus oreades, Eucalyptus capitellata, Eucalyptus haemastoma, Eucalyptus sclerophylla und Eucalyptus racemosa vermutet.

## Nutzung
Das flüchtige Öl, Eukalyptusöl genannt, das aus den Laubblättern von Eucalyptus piperita gewonnen wird, wird gegen Magenschmerzen eingesetzt. Frische Laubblätter von Eucalyptus piperita enthalten 2,25 % Öl, das zu 40 bis 50 % aus Piperiton, sowie aus Phellandren, besteht.
Der australische Botaniker Joseph Maiden war der Meinung, dass man Dennis Considen, einem Arzt der First Fleet, Glauben schenken sollte, dass er als Erster den medizinischen Wert von Eukalyptusöl, das aus den Laubblättern von Eucalyptus piperita destilliert wurde, erkannte. Die ersten Exemplare fand man 1788 an den Ufern von Port Jackson. Diese Ansicht wurde durch einen Brief gestützt, den Considen im November 1788 an seinen englischen Kollegen Dr. Anthony Hamilton schrieb:

"(...);we have a large peppermint tree which is equal if not superior to our english peppermint. I have sent you a specimen of it if there is any merit in applying these and many other simples[sic] to the benefit of the poor wretches here, I certainly claim it, being the first who discovered and recommended them" (dt.: (…) wir einen großen Pfefferminzbaum haben, der genauso gut oder besser als unser englischer Pfefferminzbaum ist. Ich habe Ihnen eine Probe hiervon gesandt, (damit sie feststellen,) ob es sinnvoll ist, diese und viele andere Proben zum Wohle der armen Teufel hier anzuwenden, ich nehme es sicher an und war der Erste, der sie entdeckte und empfahl.)

Considen sandte ein Muster des Eukalyptusöls zur Evaluierung mit der „Golden Grove“ auf ihrer Rückreise nach England 1788. John White, dem Chefarzt der Kolonie, wird ebenfalls die diese Entdeckung zugeschrieben, da er die Angelegenheit dokumentiert hat und die Versendung von Mustern nach England veranlasste. Die Ärzte stützten ihre Vermutung über die medizinischen Eigenschaften des Eukalyptusöls auf die Ähnlichkeit seines Geruchs mit dem des bekannten englischen Pfefferminzbaumes.